# Binární strom

Jednoduchý binární strom

Binární strom je pojem z teorie grafů a zároveň datová struktura, používaná k ukládání a vyhledávání dat v informatice.
Binární strom je strom ve smyslu používaném v teorii grafů. Jedná se o orientovaný graf s jedním vrcholem (kořenem), z něhož existuje cesta do všech vrcholů grafu. Každý vrchol binárního stromu může mít maximálně dva orientované syny a s výjimkou kořene právě jednoho předka. Kořen předka nemá.
V praktickém programování je obvykle binární strom reprezentován dvěma způsoby:
1. pomocí dynamické struktury, kde jsou hrany reprezentovány ukazateli. Takto se reprezentuje například AVL-strom. Implementačně mohou mít vrcholy též ukazatel na rodiče, kromě dvou ukazatelů na potomky.
2. pomocí pole, kde prvek s indexem i má následníky s indexem 2i+1 a 2i+2 (za předpokladu, že pole je indexováno od 0). Takto je například reprezentována halda v algoritmu heapsort.

Binární strom je nejčastěji používán jako binární vyhledávací strom a halda.

## Typy binárních stromů
- Binární strom obsahuje uzly které mají nejvýš 2 syny.
- Plný binární strom: každý vnitřní uzel má dva syny.
- Vyvážený binární strom: hloubka podstromů se od sebe liší maximálně o jedna.
- Úplný binární strom: vyvážený binární strom plněný zleva. Jeden poslední vnitřní uzel nemusí být stupně k

(Terminologie okolo vyvážení a (ú)plnosti není ustálená a jednotná. V různých aplikacích se hodí různě přísné podmínky.)

## Vlastnosti stromů
poznámka: pro níže uvedené rovnice platí: {\displaystyle h} – hloubka stromu, {\displaystyle n} – počet uzlů, {\displaystyle n_{0}} – počet listů , {\displaystyle n_{2}} – počet vnitřních uzlů, {\displaystyle ni} – počet nillů,
- Úplný binární strom
  - minimální počet uzlů získáme z rovnice {\displaystyle n={h}+1} a maximální počet {\displaystyle n=2^{h+1}-1}.
  - počet nillů (NULL ukazatelů) roven {\displaystyle ni=n+1}.
  - počet listů roven {\displaystyle \lceil {\frac {n}{2}}\rceil } (n/2 zaokrouhleno nahoru).

- Plný binární strom
  - počet uzlů získáme z rovnice {\displaystyle n=2^{h+1}-1}.
  - počet uzlů v úplném binárním získáme {\displaystyle 2n_{0}-1}.